# Alejandro de Hore
Alejandro de Hore (San Sebastián, 1778-Panamá, 1820) fue un militar español que tuvo un papel destacado en las guerras de independencia española y la emancipación hispanoamericana.

## Biografía
Participó en la guerra de independencia española y con el grado de coronel estuvo al mando del regimiento Órdenes Militares. En uno de los capítulos finales de la expulsión de los ejércitos napoleónicos se fuerza el paso de Bidasoa. Alejandro de Hore a la cabeza del regimiento de Órdenes Militares consigue tomar el último bastión francés en las alturas escabrosas de La Rhune, donde se habían atrincherado obstinadamente los imperiales.
Se puso al frente de un destacamento expedicionario español que zarpó de Cádiz con destino Portobelo en marzo del año 1815. Pero la corbeta mercante "Neptuno" (con D. Alejandro Hore, 18 oficiales, 264 soldados y 2000 fusiles) no iba armada y fue capturada con facilidad mientras buscaba agua en la desembocadura del Río Sinú por la flotilla del Almirante Padilla, que puso rumbo a Nueva Granada. Los oficiales españoles tomados prisioneros fueron asesinados en los calabozos de Cartagena de Indias en otro episodio de Guerra a Muerte. Cuando Pablo Morillo consigue reconquistar la ciudad en el sitio de Cartagena de Indias (1815), Hore fue liberado. Tras su liberación tomó posesión del mando el 27 de febrero de 1816.
Recibió el nombramiento de gobernador de Panamá el 17 de julio de 1817. En este último destino, al frente de una columna obtuvo una decisiva victoria estratégica en la reconquista de Portobelo, en la que derrotó la expedición de invasión de Gregor MacGregor sobre Panamá. Tras reconquistar Portobelo se hizo con el resto de sistema de fortalezas de la región. Por este suceso en el que a los servicios militares se suma el mérito personal a la cabeza de sus tropas fue condecorado con la orden de Isabel la Católica.
O'Higgins tenía un plan coordinado para invadir Panamá. En septiembre de ese mismo año 1819, pero por el lado del Pacífico y desde el puerto de Panamá, debió hacer frente al capitán Juan Illingworth Hunt, que al mando de la corbeta corsaria chilena Rosa de los Andes, atacó con éxito a la guarnición de la isla de Taboga y destruyó el poblado en una acción de represalia, procediendo luego bloquear la entrada al puerto de Panamá y proponer una negociación para un canje de los prisioneros capturados por los corsarios en Taboga y de los sobrevivientes de la derrotada expedición de MacGregor. Alejandro de Hore se negó a canjear a los británicos por lo que el corsario se retiró de esas costas. El plan conjunto finalmente fracasó.
Alejandro Hore fue condecorado además con la orden de San Hermenegildo y la Cruz Laureada de San Fernando. El 9 de septiembre de 1820, Alejandro de Hore recibió del gobierno español el nombramiento de virrey de Nueva Granada, tras saberse en España de la renuncia de Juan de Sámano al mando de este virreinato. En los ministerios de Guerra y Ultramar se desconocía que Alejandro de Hore había muerto meses antes, el 8 de julio del año 1820, a causa de unas fiebres del trópico.  Sucedió en el cargo de gobernador de Panamá Don Pedro Ruiz de Porras, gobernador de la Provincia de Santa Marta y afín al movimiento de Rafael del Riego en España.